# Задужбина Анђелка Савића
| Задужбина Анђелка Савића |                                       |
|                          |                                       |
| Врста                    | Задужбина                             |
| Основана:                | 1924.                                 |
| Седиште:                 | Милоша Великог бр. 42 Краљево, Србија |
| Површина:                | 314 m²                                |
| Старатељ                 | Град Краљево                          |

Хотел Задужбина Анђелка Савића и супруге му Татије здање је које се налази у центру Краљева, на углу Хајдук Вељкове и Улице Милоша Великог. Завештана је граду на коришћење тестаментом задужбинара из 1924. године. Средства од закупнине објекта опредељена су за једнократну помоћ најуспешнијим ученицима и студентима.

## Анђелко Савић
Анђелко Савић, рођен 1859. године, био је угледни краљевачки трговац. Поред имања у свом родном граду, имао је поседе и у Крушевцу. У свом власништву имао је занатску, угоститељску и трговачку радњу које је издавао у закуп. Гостионицу „Босна”, која је била највећи објекат у његовом поседу, Анђелко је откупио од удовице некадашњег власника, Душана Прибаковића, а касније јој је променио назив у „Задужбина”. По окончању Првог светског рата са супругом се преселио у Београд. Нису имали потомака. Пред смрт је сачинио тестамент којим је овластио своју супругу Татију да управља имовином, с изузетком ренте једног од локала коју је убирала његова сестра. Преминуо је 30. октобра 1924. године. Татија се средином наредне деценије вратила у Краљево, те је посмртне остатке свог мужа пренела у новоизграђену гробницу на старом градском гробљу. Упокојила се 1941, а сахрањена је у гробници поред Анђелка.

## Намена објекта

### Гостионица Босна
На углу Хајдук Вељкове и Улице Милоша Великог, налази се зграда у којој је почетком 20. века била смештена Гостионица „Босна”. Држао ју је краљевачки кафеџија Душан Прибаковић, а у склопу објекта било је 5 соба за преноћиште, дућан и пекара. На плацу који се налазио иза била је велика штала. Гостионица је била добро посећена, имала је улазе с обе улице, као и летњу башту испред локала. Душан је недалеко одатле купио још једну кафану и плац, али је наставио да води „Босну”. Са својим новим суседом, Анђелком Савићем, договорио се 1914. године на трампу, како би проширио своје имање, док је Анђелко по томе требало да преузме локал у ком је била смештена „Босна”. Међутим, услед почетка Првог светског рата, погодба није извршена. Окупационе снаге Аустроугарске монархије наредиле су да власници промене називе својих радњи које су носиле имена топонима Босне и Херцеговине под управом те силе. Прибаковић је одбио да то учини, због чега је ухапшен и мучен, а умро је 1917. године, од повреда задобијених у затвору. Пред његову смрт извршена је замена с Анђелком Савићем, који се обавезао на доплату додатних средстава.

### Кафана Задужбина
После куповине објекта у ком се налазила Гостионица „Босна”, Анђелко Савић је исти дао под закуп локалним угоститељима. Пред своју смрт, године 1924, Анђелко је саставио тестамент у ком је читаву своју баштину завештао на коришћење ђацима слабог материјалног статуса и изнемоглим старцима. Објекат у склопу ког су се налазиле кафана површине 180 квадратних метара и две трговачке радње, био је највећа зграда међу његовом заоставштином. Тада је промењен и назив кафане, а над улазом у зграду, с Улице Милоша Великог, дозидана је фасада с посветом Хотел Задужбина Анђелка Савића и супруге му Татије. У односу на ранији период, здање је током наредних година претрпело извесне промене, па је касније кафана користила већи простор. Испод ње се налазио пространи подрум пића. Кирију за закуп локала угоститељи су плаћали Татији Савић, све до њене смрти, 1941. године.
После ослобођења Краљева у Другом светском рату, 1944. године, Задужбина је радила као менза Радничко-службеничке задруге. Од почетка 1947. под закуп ју је узело новоосновано предузеће Столови, а као правни заступник тог лица, уговор је потписао Милан Прибаковић. Потписао се и секретар фонда који је управљао Задужбином Анђелка Савића. Годишња закупнина за имање у то време износила је 27 хиљада динара. Од Задужбине, па до обале Ибра, простирала се Улица Анђелка Савића у којој је било још неколико угоститељских локала.
Иако је после смрти Татије Савић фонд почео да функционише од 1941. године, решењем Другог среског суда за Град Београд, за наследника је на основу тестамента 6. октобра 1948. именован Градски народни одбор у Краљеву. Тиме је то тело задужено за управљање имовином и намиривање обавеза. Тако је Задужбина прешла у власништво тадашње Општине Краљево. Фонд након тога није био уређен према жељи задужбинара. Услед реформи које су се догађале касније, Задужбина је имала статус самосталног угоститељског објекта, а сама зграда је неколико пута преуређивана и преграђивана. У другој половини столећа ушла је у састав Угоститељског предузећа Србија.

### Оснивање фондације
У свом тексту за портал Круг, Александар Пантелић је навео да је крајем 90-их година 20. века Мекдоналдс понудио Општини Краљево средства за потпуно реновирање објекта. То је подразумевало конзервирање фасаде и адаптацију према захтевима Завода за заштиту споменика културе. Уз то, компанија је гарантовала запошљавање младих људи и десет година пословања, док би укупан износ закупнине био умањен за трошкове радова. Предлог није прихваћен услед противљења локалног становништва. Фондација „Петар Богавац — Анђелко Савић” основана је 1997. године. Међутим, Безбедносно-информативна агенција је исте године преузела на коришћење зграду коју је Богавац завештао омладини. Таква одлука је донета закључком Владе Републике Србије да објекат није приведен намени и да сходно томе припада држави. Средства из те фондације по први пут су исплаћена 2006. године. Кафана је претходно стављена на лицитацију, после које је потписан петогодишњи уговор о закупнини у износу од 1030 евра месечно.
Рашко Вељовић је, након што је преузео вођење Задужбине средином прве деценије новог миленијума, рекао да је пре свих послова уредио гробницу Анђелка Савића на Старом гробљу. Међутим, споменик који се налази на гробници, током следеће деценије поново је био у запуштеном стању. С њега је најпре уклоњен портрет Татије Савић, док је нешто касније остао и без Анђелкове слике. Исплаћивање средстава и у наредном периоду је настављено, а крајем 2011. саопштено је да је до тада награђено око 1000 средњошколаца. У међувремену, објекат је у разорном земљотресу 2010. године претрпео значајна оштећења. Део зграде био је у потпуности руиниран и није се користио. Централна прослава Дана европске баштине одржана је 22. септембра 2012. године у Краљеву у чији програм је увршен и обилазак Задужбине Анђелка Савића.
После истека уговора претходног закупца, расписан је оглас на који се у мају 2017. године јавила Здравствена установа „Никола Пашић” из Београда. Према речима градоначелника Краљева, Предрага Терзића, нови закупац се обавезао да средства исплаћује од почетка радова на реконструкцији. Истовремено је нагласио да месечна надокнада за коришћење објекта, по уговору о закупу, износи 4 хиљаде евра нето, чиме је учетворостручена у односу на ранији период. Средства из Фондације „Петар Богавац — Анђелко Савић” последњи пут су подељена крајем 2017. године. Радови су окончани у априлу наредне године, после чега је у објекат смештена апотека. Спољашња фасада задржала је изглед, док је извођење радова надгледао Завод за заштиту споменика културе. Мењањем законских оквира, Фондација надаље није могла да располаже средствима прикупљеним на име закупа објекта. Након реконструкције објекта и промене његове намене, фонд под тим називом је укинут, па је уручење награда за 2018. годину изостало. Прилив средстава надаље се остваривао директно у буџету Града Краљева из којег је новац опредељен за новоосновану Награду Анђелко Савић.